# Dirk Spelsberg
Dirk Spelsberg (* 5. Mai 1954 in Altena; † 24. Januar 2018 in Hội An, Vietnam) war ein deutscher Theater- und Hörspielautor.

## Leben
Spelsberg wuchs in Wanne-Eickel auf und ging bis 1970 in die Schule. Nach dem Besuch der Handelsschule absolvierte er eine kaufmännische Lehre und arbeitete u. a. als Bierkutscher und Lagerist. Er wurde zur Bundeswehr eingezogen und verweigerte nach einem halben Jahr den Wehrdienst. Ab 1978 schrieb er als freier Journalist u. a. für die taz. Sein erstes Theaterstück wurde 1984 uraufgeführt. Ab 1985 lebte Spelsberg als freier Autor in Münster. Zeitweise arbeitete er als Regisseur in der freien Theaterszene. Die meisten seiner Theaterstücke basieren auf seinen Hörspielen. Drei seiner Hörspiele wurden als Hörspiel des Monats ausgezeichnet: Der Sturz im November 1996, Going Home im Oktober 1997 und Bonte im Mai 2002.

## Theaterstücke
- Herz der Freiheit
- Fouche, UA 1989
- Forever Sport, UA 2000

## Hörspiele
- 1990: History – Regie: Gerhard Willert (Hörspiel – RB)
- 1994: Listen to me – Regie: Christiane Ohaus (Original-Hörspiel – RB)
- 1995: Atlantis oder Sörfin Börd – Regie: Norbert Schaeffer (Originalhörspiel – BR/RB)
- 1995: Tschistka oder Die sibirische Himmelfahrt – Regie: Norbert Schaeffer (Originalhörspiel – RB/HR/BR)
- 1995: Horologium nocturnum (auch Sprecher: Spelsberg) – Regie: Norbert Schaeffer (Originalhörspiel – HR/SDR)
- 1996: Der Sturz – Regie: Norbert Schaeffer (Originalhörspiel – HR/WDR)
  - Auszeichnung: Hörspiel des Monats November 1996
- 1997: Going home – Regie: Norbert Schaeffer (Originalhörspiel, Monolog – SDR)
  - Auszeichnung: Hörspiel des Monats Oktober 1997
- 1998: Crimetime: Drei Schritte zum Himmel – Regie: Norbert Schaeffer (Originalhörspiel, Kriminalhörspiel – HR)
- 1999: Singular oder der Garten aus Stein – Regie: Norbert Schaeffer (Originalhörspiel – HR)
- 1999: Verpaßte Weltuntergänge: Einer von diesen Tagen oder Sweet Home Alabama – Regie: Norbert Schaeffer (Originalhörspiel – SWR)
- 2001: High – Regie: Ulrich Lampen (Originalhörspiel – SWR)
- 2002: Bonte – Regie: Ulrich Lampen (Originalhörspiel, Kriminalhörspiel – SWR)
  - Auszeichnung: Hörspiel des Monats Mai 2002
- 2004: Die mitteleuropäische Zeit – Regie: Ulrich Lampen (Originalhörspiel – SWR)
- 2008: Nachts in meinem Garten – Regie: Ulrich Lampen (Originalhörspiel – SWR)
- 2009: Gottes Wege – Regie: Ulrich Lampen (Originalhörspiel – SWR)
- 2009: Janet – Regie: Ulrich Lampen (Originalhörspiel – SWR)

Quelle: ARD-Hörspieldatenbank